# Andrzej Wajda
Andrzej Witold Wajda (Suwałki, 6 maart 1926 – Krakau, 9 oktober 2016) was een Poolse filmregisseur. Hij wordt beschouwd als de belangrijkste regisseur van de Poolse filmschool en een van de belangrijkste filmmakers uit het voormalige Oostblok.

## Leven en werk
Wajda was de zoon van een Poolse cavalerie-officier, een van de slachtoffers van de massamoorden in Katyn. Op zestienjarige leeftijd werd Wajda lid van de Armia Krajowa, het nationalistische verzetsleger in Polen. Na de oorlog studeerde hij voor kunstschilder aan de academie van fijne kunsten in Krakau.
In 1950 besloot hij filmmaker te worden en volgde hij lessen aan de filmschool van Łódź, waar filmregisseur Aleksander Ford leraar was. Na in 1952 te zijn afgestudeerd ging hij bij Ford aan het werk als zijn assistent bij de opnames van de film Piątka z ulicy Barskiej (1954). In 1955 maakte hij zijn filmdebuut met de anti-oorlogsfilm Pokolenie (1955), waarin hij de gevolgen van de oorlog laat zien in de ontgoochelde Poolse jeugd. Samen met zijn twee volgende films, Kanał (1957) en Popiół i diament (1958) vormde deze film een trilogie, waarin Wajda zich verzette tegen blind patriottisme en vraagtekens zette bij het verheerlijken van helden. In deze trilogie liet hij ook de verbittering en de desillusie zien van het nationalistische verzet, waarmee hij tegelijk verhulde kritiek leverde op het communistische regime. De eindscène van de film Kanał heeft een verhulde anti-Sovjetboodschap. Critici vonden daarentegen dat Wajda de rol van het linkse verzet in de trilogie groter maakte dan ze in werkelijkheid was geweest. De hoofdrol werd in twee van deze films gespeeld door de jonge acteur en antiheld Zbigniew Cybulski.
De Tweede Wereldoorlog werd het hoofdmotief in veel van zijn films, maar hij werkte in een grote verscheidenheid aan films, waaronder romantische films, epossen en komedies. In Lotna (1959) wijst hij op de nutteloosheid van nobele tradities door een veldslag te laten zien tussen een overbodige Poolse cavaleriegroep en Duitse tanks. Ook in Popioły (1965) en Krajobraz po bitwie (1970) zijn de zinloosheid van heldendom en de gevolgen van oorlog vaste thema's, maar deze films spelen zich af in een verder verleden. Wszystko na sprzedaż (1969) wordt beschouwd als zijn meest persoonlijke film. De film is opgedragen aan Cybulski, de acteur die in zijn eerste films speelde en in 1967 op jonge leeftijd omkwam door een val onder een trein op het station van Wrocław.
In de jaren zeventig, waarin de Poolse politiek in rumoerige tijden verkeerde, schaarde Wajda zich achter de Solidarność van Lech Wałęsa en tegenover het communistische regime met de films Człowiek z marmuru (1976), het vervolg Człowiek z żelaza (1981), waarin Wałęsa te zien is als zichzelf, en Bez znieczulenia (1978). In Człowiek z marmuru volgt hij een metselaar, in Bez znieczulenia een journalist. Na de massale stakingen in Polen werd Wajda uit zijn studio gezet en werd hij in 1983 gedwongen ontslag te nemen als voorzitter van de filmmakersvereniging. Wajda vertrok naar Frankrijk, waar hij de film Danton opnam.
In 1989 keerde hij terug naar Polen, waar hij artistiek directeur werd van het Teatr Powszechny, het officiële theater van Warschau. Dat jaar werd hij tevens gekozen tot senator van zijn land. Hij bekleedde dat ambt tot 1991. In 2000 kreeg Wajda een ere-Oscar voor zijn bijdragen aan de cinema, die hij doneerde aan de Jagiellonische Universiteit van Krakau. In 2006 kreeg hij de Gouden Ere-Beer op het Filmfestival van Berlijn.
In 2007 maakte hij op 80-jarige leeftijd een film over de moord op Poolse officieren door de Sovjets in Katyń in 1940 (die ook zijn vader het leven had gekost) en over de wijze waarop hiermee in het communistische Polen omgegaan werd.
Wajda is vier keer getrouwd geweest. Zijn derde vrouw was de actrice Beata Tyszkiewicz. Later was hij getrouwd met de actrice en kostuumontwerpster Krystyna Zachwatowicz. Hij overleed op 9 oktober 2016 op 90-jarige leeftijd.

## Filmografie
| Jaar | Oorspronkelijke titel         | Nederlandse vertaling                             | Rolverdeling                                                                        |
| ---- | ----------------------------- | ------------------------------------------------- | ----------------------------------------------------------------------------------- |
| 1955 | Pokolenie                     | Een generatie                                     | Tadeusz Łomnicki, Roman Polański                                                    |
| 1957 | Kanał                         | Het riool der verschrikking                       | Teresa Iżewska, Tadeusz Janczar                                                     |
| 1958 | Popiół i diament              | As en diamant                                     | Zbigniew Cybulski                                                                   |
| 1959 | Lotna                         |                                                   | Jerzy Pichelski                                                                     |
| 1960 | Niewinni czarodzieje          | De onschuldige verleiders                         | Tadeusz Łomnicki, Krystyna Stypułkowska, Zbigniew Cybulski                          |
| 1961 | Samson                        |                                                   | Serge Merlin, Alina Janowska                                                        |
| 1962 | Sibirska Ledi Magbet          | Lady Macbeth in Siberië                           | Ljuba Tadić, Olivera Marković                                                       |
| 1965 | Popioły                       | As                                                | Daniel Olbrychski, Beata Tyszkiewicz                                                |
| 1968 | Gates to Paradise             |                                                   | Lionel Stander, Ferdy Mayne, Mathieu Carrière                                       |
| 1969 | Wszystko na sprzedaż          | Alles te koop                                     | Beata Tyszkiewicz, Elżbieta Czyżewska, Andrzej Łapicki, Daniel Olbrychski           |
| 1969 | Polowanie na muchy            | Jacht op vliegen                                  | Zygmunt Malanowicz, Małgorzata Braunek                                              |
| 1970 | Krajobraz po bitwie           | Landschap na de slag                              | Daniel Olbrychski, Stanisława Celińska, Aleksander Bardini                          |
| 1970 | Brzezina                      | Berkenwoud                                        | Olgierd Łukaszewicz, Daniel Olbrychski                                              |
| 1972 | Pilatus und andere            |                                                   | Jan Kreczmar, Andrzej Łapicki                                                       |
| 1973 | Wesele                        | De bruiloft                                       | Marek Walczewski, Izabella Olszewska, Daniel Olbrychski                             |
| 1975 | Ziemia obiecana               | Het land van de grote belofte                     | Daniel Olbrychski, Wojciech Pszoniak, Andrzej Seweryn                               |
| 1976 | Smuga cienia                  |                                                   | Marek Kondrat, Tom Wilkinson                                                        |
| 1977 | Człowiek z marmuru            | De man van marmer                                 | Jerzy Radziwiłowicz, Krystyna Janda, Tadeusz Łomnicki                               |
| 1978 | Bez znieczulenia              | Zonder verdoving                                  | Zbigniew Zapasiewicz, Ewa Dałkowska, Andrzej Seweryn                                |
| 1979 | Panny z Wilka                 | De meisjes van Wilko                              | Daniel Olbrychski, Anna Seniuk, Maja Komorowska                                     |
| 1980 | Dyrygent                      | De dirigent                                       | John Gielgud, Krystyna Janda, Andrzej Seweryn                                       |
| 1981 | Człowiek z żelaza             | De man van ijzer                                  | Jerzy Radziwiłowicz, Krystyna Janda, Marian Opania                                  |
| 1983 | Danton                        |                                                   | Gérard Depardieu, Wojciech Pszoniak, Patrice Chéreau                                |
| 1983 | Eine Liebe in Deutschland     | Een liefde in Duitsland                           | Hanna Schygulla, Armin Mueller-Stahl, Ralf Wolter                                   |
| 1986 | Kronika wypadków miłosnych    | Een kroniek van liefdesongelukken (vrij vertaald) | Paulina Młynarska, Piotr Wawrzyńczak, Tadeusz Konwicki                              |
| 1988 | Les Possédés                  |                                                   | Isabelle Huppert, Jutta Lampe, Bernard Blier                                        |
| 1990 | Korczak                       |                                                   | Wojciech Pszoniak, Ewa Dałkowska, Teresa Budzisz-Krzyżanowska, Zbigniew Zamachowski |
| 1993 | Pierścionek z orłem w koronie | Een ringetje met een adelaar in de kroon          | Rafał Królikowski, Adrianna Biedrzyńska, Cezary Pazura                              |
| 1994 | Nastazja                      |                                                   |                                                                                     |
| 1995 | Wielki tydzień                | Goede Week (voor Pasen)                           | Beata Fudalej, Wojciech Malajkat, Magdalena Warzecha                                |
| 1996 | Panna Nikt                    | De maagd "Niemand"                                | Anna Wielgucka, Anna Mucha, Stanisława Celińska                                     |
| 1999 | Pan Tadeusz                   |                                                   | Michał Żebrowski, Bogusław Linda, Alicja Bachleda-Curuś, Grażyna Szapołowska        |
| 2000 | Wyrok na Franciszka Kłosa     | Vonnis op Franciszek Klos                         | Mirosław Baka, Grażyna Błęcka-Kolska, Maja Komorowska                               |
| 2002 | Zemsta                        | Wraak                                             | Janusz Gajos, Andrzej Seweryn, Roman Polański                                       |
| 2007 | Katyń                         |                                                   | Artur Żmijewski, Maja Komorowska, Maja Ostaszewska                                  |
| 2009 | Tatarak                       |                                                   | Krystyna Janda, Jan Englert                                                         |
| 2013 | Wałęsa. Człowiek z nadziei    |                                                   |                                                                                     |
| 2016 | Powidoki                      |                                                   |                                                                                     |